# Rio Jari
O rio Jari é um curso de água que banha os estados do Pará e do Amapá, no Brasil. Desagua no rio Amazonas. Foi um rio importante na colonização da Calha Norte do rio Amazonas, servindo de via de transporte da castanha-do-pará e de outros produtos extraídos das florestas da região. Seu nome significa "O rio do senhor" ou o "Pequeno riacho" em Tupi-Guarani.
Possui grande potencial hidroelétrico na região de Santo Antônio da Cachoeira e Itapeuara. Nas suas margens, desenvolveu-se, a partir de 1967, o Projeto Jari. Neste rio, encontra-se a Hidrelétrica Santo Antônio do Jari, com 373MW de potência instalada, entre os municípios de Almeirim (PA) e Laranjal do Jari (AP). 
O Jari é o divisor entre os estados do Pará e Amapá. De um lado está o município de Laranjal do Jari, sul do estado amapaense e, a menos de 5 minutos de separação um do outro, Monte Dourado, distrito de Almeirim, do lado paraense. O principal meio de deslocamento de um município a outro se dar por meio de um transporte aquático conhecido como catraia pelos munícipes.

## História
A ocupação moderna do rio Jari começa no Século XVIII com a ação de jesuítas na área, com o estabelecimento de uma fazenda de criação de gado, chamada de São Francisco Xavier de Jari pelos mesmos. Porém, Com a expulsão dos Jesuítas no final do século XVIII, a área foi reivindicada pelo senhor Peixoto junto ao império português. Posteriormente, essa área se tornou importante para a movimentação de tropas e pessoas pela região.